# Geelnekgrondtiran
De geelnekgrondtiran (Muscisaxicola flavinucha) is een zangvogel uit de familie Tyrannidae (tirannen).

## Verspreiding en leefgebied
Deze soort broedt in Chili en Argentinië en overwintert noordelijk tot in Peru. Er zijn twee ondersoorten:
- M. f. flavinucha: noordelijk en centraal Chili en westelijk Argentinië.
- M. f. brevirostris: zuidelijk Chili en zuidelijk Argentinië.

## Status
De grootte van de populatie is niet gekwantificeerd maar de soort wordt omschreven als vrij algemeen. Op de Rode lijst van de IUCN heeft deze soort de status niet bedreigd.